# Celleporaria magnifica
Celleporaria magnifica is een mosdiertjessoort uit de familie van de Lepraliellidae. De wetenschappelijke naam van de soort is voor het eerst geldig gepubliceerd in 1914 door Osburn.